# Jerzy Jękot
Jerzy Jękot (ur. 11 sierpnia 1942 w Tarnowie, zm. 23 marca 2012 w Poznaniu) – poznański artysta malarz, rysownik, grafik, poeta, dramaturg, twórca nowych idei w sztuce.

## Życiorys
Absolwent Technikum Mechaniczne w Tarnowie. Studia artystyczne podjął w roku 1965 na Uniwersytecie Mikołaja Kopernika w Toruniu u prof. Bronisława Kierzkowskiego oraz od 1968 w Państwowej Wyższej Szkole Sztuk Plastycznych w Poznaniu obecnie: Uniwersytet Artystyczny w Poznaniu, u prof. Mariana Szmańdy. Od roku 1969 kontynuował dalsze kształcenie według indywidualnego toku studiów. Dyplom uzyskał w 1972 roku.

## Kariera artystyczna
Jako student debiutował w roku 1969 w „Salonie Debiutów” w legendarnej poznańskiej Galerii „odNOWA” istniejącej w latach 1964–1969 przy Starym Rynku w Poznaniu. W latach 1965–1968 stworzył cykl prac składający się z kilkuset miniatur olejnych w obszarze wielu formuł artystycznych: od realizmu, poprzez formy kubizujące Kubizm, układy geometryczne Abstrakcja geometryczna, po abstrakcję organiczną Abstrakcja organiczna, rozwiązania świetlno-kolorystyczne i malarstwo materii. Swoją twórczość określił w roku 1970 jako „Sztukę Absolutu” tworząc pierwszą z cyklu książkę artystyczną Książka artystyczna. W latach 70. ubiegłego wieku tworzy seanse sztuki w postaci happeningów nazwanych „UTIDON” (skrót od: „Układy Integralnych Działań Obiektu Nowatorskiego”).
W 1972 Jerzy Jękot tworzy tzw. „Układ tabsolutyczny” składający się z czterech kolorowych ksiąg. Powstają też w tym czasie małe niebieskie książeczki wypełnione kratkami i liniami. Równocześnie artysta pracuję nad lirykami i zbiorami wierszy.
W roku 1973 maluje obrazy – kompozycje z barwnych punktów – ujęte w ciągi i systemy labiryntowe – otwarte i zamknięte.
Jest autorem nieistniejącej polichromii „Stworzenie świata” w gmachu Akademii Rolniczej w Poznaniu. Jest także twórcą dramatów, poezji (około 10 tysięcy wierszy), siedemdziesięciu książek artystycznych, mikropowieści oraz oper notowanych językiem sztuk wizualnych. Tytuły niektórych książek artysty to: „Sztuka Poetyckich Skojarzeń”, „Sztuka Poezji Absurdalnej”, „Moc Świetlna”, „Rzeka Biała”, „Rzeka Czarna”, „Złote Myśli”, „Pytania”, „Kodeks Himalajski”, „Księga Sztuki Absolutu”, „Kosmogonia”, „Zamysły obrazów” – tomy; I, II i III, „O Obrotach Ciał Wszelakich”, „Kosmos” – tomy I, II oraz dramatów – m.in. ; „Ptaki umierają” (1971), „Na targu z zabawkami” (1974), „Intelektualiści” (1975").
Prace artysty znajdują się w zbiorach: Ministerstwa Kultury i Sztuki, Muzeum Narodowego w Poznaniu, Klasztoru na Jasnej Górze, Muzeum Okręgowego w Toruniu, Muzeum Mikołaja Kopernika we Fromborku, w BWA Poznań oraz w kolekcjach prywatnych w Polsce, USA, Niemczech, Holandii i Anglii.

### Ważniejsze wystawy indywidualne
- 1969
  - Wystawa malarstwa, Galeria Od Nowa, Poznań
- 1971
  - Wystawa malarstwa, „Akumulatory”, Poznań
- 1973
  - Utidon, Seans sztuki, Galeria „Cicibór”, Poznań
- 1975
  - Utidon, Seans sztuki, Galeria „Cicibór”, Poznań
  - Sztuka Absolutu, obrazy, Galeria 72, Chełm
  - Wystawa artysty, Brno
- 1976
  - Sztuka Absolutu, Seans sztuki, BWA, Sopot
  - Sztuka Absolutu, Seans sztuki, Waga, Poznań
  - Wystawa artysty, Getynga
- 1977
  - Złote ziarno, Seans sztuki, BWA, Poznań
  - Sztuka Absolutu, Seans sztuki, Pałac Kultury, Poznań
- 1978
  - Pokaz Utidon 2, BWA, Poznań
- 1980
  - Wystawa malarstwa, BWA, Poznań
- 1981
  - Przestrzenie muzyczne poświęcone artystom świata, BWA, Poznań
- 1987
  - Sztuka Myśli i Wyobraźni, Poznań
- Lata 90
  - Seanse: Sztuka Absolutu, UTIDON, Sztuka Myśli i Wyobraźni
- 2019
  - Sztuka Absolutu”, Galeria Jerzego Piotrowicza Pod Koroną, Poznań

### Wybrane wystawy zbiorowe
- 1973
  - Ogólnopolska wystawa malarstwa, Toruń
- 1974
  - Ogólnopolska wystawa malarstwa, Tarnów
  - Plastyka poznańska, BWA, Poznań
- 1975
  - Ogólnopolska wystawa malarstwa, Toruń
  - Biennale Młodych, Sopot
  - Plastyka poznańska, aktualne tendencje, CBWA, Warszawa
- 1976
  - Seans sztuki, Muzeum Okręgowe, Gorzów Wlkp.
  - Pokonkursowa wystawa malarstwa im. J. Spychalskiego, BWA, Poznań
- 1977
  - Pokonkursowa wystawa malarstwa im. J. Spychalskiego, BWA, Poznań
- 1981
  - Brzozowski i przyjaciele, BWA, Poznań
- 1986
  - Artyści Poznania: 1945-85, Muzeum Narodowe, BWA, Poznań
- 2003
  - Galeria ’72, Chełm